# 2006–07년 ISU 스피드스케이팅 월드컵
2006–07년 ISU 스피드스케이팅 월드컵은 국제 빙상 경기 연맹(ISU) 주관으로 2006년 11월 10일부터 2007년 3월 4일까지 열린 스피드스케이팅 월드컵 대회이다.

## 남자

### 경기
| 날짜                                                              | 장소       | 종목      | 1위                                                       | 2위                                                      | 3위                                                  |
| ----------------------------------------------------------------- | ---------- | --------- | --------------------------------------------------------- | -------------------------------------------------------- | ---------------------------------------------------- |
| 2006년 11월 10일-12일                                             | 헤이렌베인 | 500m(1)   | 나가시마 게이이치로                                       | 이강석                                                   | 이규혁                                               |
| 2006년 11월 10일-12일                                             | 헤이렌베인 | 500m(1)   | 나가시마 게이이치로                                       | 이규혁                                                   | 페카 코스켈라                                        |
| 2006년 11월 10일-12일                                             | 헤이렌베인 | 1000m(1)  | 이규혁                                                    | 베오른 네인하위스                                        | 에르번 베네마르스                                    |
| 2006년 11월 10일-12일                                             | 헤이렌베인 | 1000m(2)  | 샤니 데이비스                                             | 이규혁                                                   | 데니 모리슨                                          |
| 2006년 11월 10일-12일                                             | 헤이렌베인 | 1500m     | 에르번 베네마르스                                         | 샤니 데이비스                                            | 얀 보스                                              |
| 2006년 11월 10일-12일                                             | 헤이렌베인 | 5000m     | 스벤 크라머르                                             | 카를 페르헤이연                                          | 에스킬 에르비크                                      |
| 2006년 11월 17일-19일                                             | 베를린     | 500m(1)   | 이규혁                                                    | 이강석                                                   | 터커 프레더릭스                                      |
| 2006년 11월 17일-19일                                             | 베를린     | 500m(2)   | 페카 코스켈라                                             | 이강석                                                   | 이규혁                                               |
| 2006년 11월 17일-19일                                             | 베를린     | 1000m(1)  | 에르번 베네마르스                                         | 문준                                                     | 이규혁                                               |
| 2006년 11월 17일-19일                                             | 베를린     | 1500m     | 엔리코 파브리스                                           | 에르번 베네마르스                                        | 샤니 데이비스                                        |
| 2006년 11월 17일-19일                                             | 베를린     | 5000m     | 스벤 크라머르                                             | 카를 페르헤이연                                          | 에스킬 에르비크                                      |
| 2006년 11월 17일-19일                                             | 베를린     | 단체 추월 | 네덜란드 카를 페르헤이연 에르번 베네마르스 스벤 크라머르  | 노르웨이 에스킬 에르비크 호바르 뵈코 헨리크 크리스티안센 | 캐나다 스티븐 엘름 안 댕커스 데니 모리슨             |
| 2006년 11월 25일-26일                                             | 모스크바   | 1500m     | 에르번 베네마르스                                         | 엔리코 파브리스                                          | 이반 스코브레프                                      |
| 2006년 11월 25일-26일                                             | 모스크바   | 10000m    | 엔리코 파브리스                                           | 토비아스 슈나이더                                        | 외위스테인 그뢰둠                                    |
| 2006년 12월 2일-3일                                               | 하얼빈     | 100m      | 오이카와 유야                                             | 이강석                                                   | 페카 코스켈라                                        |
| 2006년 12월 2일-3일                                               | 하얼빈     | 500m(1)   | 페카 코스켈라                                             | 이강석                                                   | 이규혁                                               |
| 2006년 12월 2일-3일                                               | 하얼빈     | 500m(2)   | 나가시마 게이이치로                                       | 이규혁                                                   | 이강석                                               |
| 2006년 12월 2일-3일                                               | 하얼빈     | 1000m(1)  | 이규혁                                                    | 에르번 베네마르스                                        | 베오른 네인하위스                                    |
| 2006년 12월 2일-3일                                               | 하얼빈     | 1000m(2)  | 이규혁                                                    | 에르번 베네마르스                                        | 문준                                                 |
| 2006년 12월 9일-10일                                              | 나가노     | 100m      | 오이카와 유야                                             | 시미즈 히로야스                                          | 나가시마 게이이치로                                  |
| 2006년 12월 9일-10일                                              | 나가노     | 500m(1)   | 나가시마 게이이치로                                       | 이강석                                                   | 페카 코스켈라                                        |
| 2006년 12월 9일-10일                                              | 나가노     | 500m(2)   | 이강석                                                    | 나가시마 게이이치로                                      | 페카 코스켈라                                        |
| 2006년 12월 9일-10일                                              | 나가노     | 1000m(1)  | 페카 코스켈라                                             | 베오른 네인하위스                                        | 에르번 베네마르스                                    |
| 2006년 12월 9일-10일                                              | 나가노     | 1000m(2)  | 얀 보스                                                   | 이규혁                                                   | 에르번 베네마르스                                    |
| 2007년 1월 6일-7일 2007년 아시아 선수권 대회 창춘                 |            |           |                                                           |                                                          |                                                      |
| 2007년 1월 12일-14일 2007년 유럽 선수권 대회 콜랄보               |            |           |                                                           |                                                          |                                                      |
| 2007년 1월 20일-21일 2007년 세계 스프린트 선수권 대회 하마르      |            |           |                                                           |                                                          |                                                      |
| 2007년 1월 27일-28일                                              | 헤이렌베인 | 100m      | 얀 스메이컨스                                             | 미카 포우탈라                                            | 마치에이 우스티노비치                                |
| 2007년 1월 27일-28일                                              | 헤이렌베인 | 500m(1)   | 페카 코스켈라                                             | 터커 프레더릭스                                          | 드미트리 롭코프                                      |
| 2007년 1월 27일-28일                                              | 헤이렌베인 | 500m(2)   | 터커 프레더릭스                                           | 페카 코스켈라                                            | 샤니 데이비스                                        |
| 2007년 1월 27일-28일                                              | 헤이렌베인 | 1000m(1)  | 샤니 데이비스                                             | 에르번 베네마르스                                        | 베오른 네인하위스                                    |
| 2007년 1월 27일-28일                                              | 헤이렌베인 | 1000m(2)  | 샤니 데이비스                                             | 에르번 베네마르스                                        | 예브게니 랄렌코프                                    |
| 2007년 1월 29일-2월 1일 2007년 동계 아시안 게임 창춘              |            |           |                                                           |                                                          |                                                      |
| 2007년 2월 3일-4일                                                | 토리노     | 1500m     | 엔리코 파브리스                                           | 에르번 베네마르스                                        | 데니 모리슨                                          |
| 2007년 2월 3일-4일                                                | 토리노     | 5000m     | 스벤 크라머르                                             | 카를 페르헤이연                                          | 에스킬 에르비크                                      |
| 2007년 2월 3일-4일                                                | 토리노     | 단체 추월 | 캐나다 스티븐 엘름 안 댕커스 데니 모리슨                  | 러시아 예브게니 랄렌코프 알렉세이 유닌 이반 스코브레프   | 이탈리아 엔리코 파브리스 마테오 아네시 루카 스테파니 |
| 2007년 2월 9일-11일 2007년 세계 올라운드 선수권 대회 헤이렌베인   |            |           |                                                           |                                                          |                                                      |
| 2007년 2월 17일-18일                                              | 에르푸르트 | 1500m     | 엔리코 파브리스                                           | 에르번 베네마르스                                        | 마르크 타위터르트                                    |
| 2007년 2월 17일-18일                                              | 에르푸르트 | 5000m     | 스벤 크라머르                                             | 카를 페르헤이연                                          | 브릭트 뤽셰                                          |
| 2007년 2월 17일-18일                                              | 에르푸르트 | 단체 추월 | 네덜란드 스벤 크라머르 카를 페르헤이연 바우터르 올더 회벌 | 스웨덴 요한 뢰일레르 다니엘 프리베리 요엘 에릭손         | 일본 스기모리 데루히로 도이 신고 히라코 히로키       |
| 2007년 3월 2일-4일                                                | 캘거리     | 100m      | 오이카와 유야                                             | 가토 조지                                                | 마치에이 우스티노비치                                |
| 2007년 3월 2일-4일                                                | 캘거리     | 500m(1)   | 터커 프레더릭스                                           | 드미트리 롭코프                                          | 가토 조지                                            |
| 2007년 3월 2일-4일                                                | 캘거리     | 500m(2)   | 오이카와 유야                                             | 이강석                                                   | 터커 프레더릭스                                      |
| 2007년 3월 2일-4일                                                | 캘거리     | 1000m     | 데니 모리슨                                               | 샤니 데이비스                                            | 예브게니 랄렌코프                                    |
| 2007년 3월 2일-4일                                                | 캘거리     | 1500m     | 샤니 데이비스                                             | 에르번 베네마르스                                        | 데니 모리슨                                          |
| 2007년 3월 2일-4일                                                | 캘거리     | 5000m     | 스벤 크라머르                                             | 카를 페르헤이연                                          | 엔리코 파브리스                                      |
| 2007년 3월 8일-11일 2007년 세계 종목별 선수권 대회 솔트레이크시티 |            |           |                                                           |                                                          |                                                      |

### 월드컵 랭킹
| 순위 | 선수                  | 포인트 |
| ---- | --------------------- | ------ |
| 1    | 오이카와 유야         | 350    |
| 2    | 마치에이 우스티노비치 | 247    |
| 3    | 페카 코스켈라         | 208    |
| 4    | 가토 조지             | 201    |
| 5    | 위펑퉁                | 198    |
| 6    | 오바라 다다시         | 195    |
| 7    | 미카 포우탈라         | 188    |
| 8    | 얀 스메이컨스         | 139    |
| 9    | 안웨이장              | 120    |
| 10   | 에르만노 이오리아티   | 117    |

| 순위 | 선수                | 포인트 |
| ---- | ------------------- | ------ |
| 1    | 터커 프레더릭스     | 825    |
| 2    | 나가시마 게이이치로 | 825    |
| 3    | 페카 코스켈라       | 798    |
| 4    | 이강석              | 778    |
| 5    | 이규혁              | 663    |
| 6    | 드미트리 롭코프     | 498    |
| 7    | 위펑퉁              | 479    |
| 8    | 오이카와 유야       | 440    |
| 9    | 가토 조지           | 435    |
| 10   | 마이크 아일랜드     | 319    |

| 순위 | 선수                      | 포인트 |
| ---- | ------------------------- | ------ |
| 1    | 에르번 베네마르스         | 730    |
| 2    | 이규혁                    | 700    |
| 3    | 샤니 데이비스             | 540    |
| 4    | 얀 보스                   | 502    |
| 5    | 스테판 흐로트하위스       | 439    |
| 6    | 베오른 네인하위스         | 396    |
| 7    | { 페카 코스켈라           | 384    |
| 8    | 문준                      | 364    |
| 9    | 프랑수아올리비에 로베르주 | 324    |
| 10   | 예브게니 랄렌코프         | 300    |

| 순위 | 선수                | 포인트 |
| ---- | ------------------- | ------ |
| 1    | 에르번 베네마르스   | 560    |
| 2    | 엔리코 파브리스     | 476    |
| 3    | 데니 모리슨         | 305    |
| 4    | 샤니 데이비스       | 300    |
| 5    | 예브게니 랄렌코프   | 243    |
| 6    | 얀 보스             | 216    |
| 7    | 시몬 카위퍼르스     | 193    |
| 8    | 스티븐 엘름         | 139    |
| 9    | 스테판 흐로트하위스 | 136    |
| 10   | 문준                | 136    |

| 순위 | 팀                | 포인트 |
| ---- | ----------------- | ------ |
| 1    | 스벤 크라머르     | 500    |
| 2    | 카를 페르헤이연   | 400    |
| 3    | 엔리코 파브리스   | 335    |
| 4    | 에스킬 에르비크   | 290    |
| 5    | 보프 더 용        | 265    |
| 6    | 외위스테인 그뢰둠 | 256    |
| 7    | 토비아스 슈나이더 | 231    |
| 8    | 안 댕커스         | 203    |
| 9    | 브릭트 뤽셰       | 200    |
| 10   | 호바르 뵈코       | 163    |

| 순위 | 팀       | 포인트 |
| ---- | -------- | ------ |
| 1    | 네덜란드 | 236    |
| 2    | 캐나다   | 210    |
| 3    | 독일     | 170    |
| 4    | 이탈리아 | 165    |
| 5    | 스웨덴   | 160    |
| 6    | 일본     | 158    |
| 7    | 러시아   | 157    |
| 8    | 노르웨이 | 146    |
| 9    | 미국     | 114    |
| 10   | 폴란드   | 96     |

## 여자

### 경기
| 날짜                                                              | 장소       | 종목      | 1위                                                              | 2위                                                              | 3위                                                        |
| ----------------------------------------------------------------- | ---------- | --------- | ---------------------------------------------------------------- | ---------------------------------------------------------------- | ---------------------------------------------------------- |
| 2006년 11월 12일-13일                                             | 헤이렌베인 | 500m(1)   | 이상화                                                           | 예니 볼프                                                        | 왕베이싱                                                   |
| 2006년 11월 12일-13일                                             | 헤이렌베인 | 500m(2)   | 예니 볼프                                                        | 이상화                                                           | 왕베이싱                                                   |
| 2006년 11월 12일-13일                                             | 헤이렌베인 | 1000m(1)  | 아니 프리징거                                                    | 크리스틴 네즈빗                                                  | 이레인 뷔스트                                              |
| 2006년 11월 12일-13일                                             | 헤이렌베인 | 1000m(2)  | 아니 프리징거                                                    | 크리스틴 네즈빗                                                  | 이레인 뷔스트                                              |
| 2006년 11월 12일-13일                                             | 헤이렌베인 | 1500m     | 아니 프리징거                                                    | 크리스틴 네즈빗                                                  | 이레인 뷔스트                                              |
| 2006년 11월 12일-13일                                             | 헤이렌베인 | 3000m     | 레나터 흐루네볼트                                                | 이레인 뷔스트                                                    | 마르티나 사블리코바                                        |
| 2006년 11월 17일-19일                                             | 베를린     | 500m(1)   | 예니 볼프                                                        | 이상화                                                           | 왕베이싱                                                   |
| 2006년 11월 17일-19일                                             | 베를린     | 500m(2)   | 예니 볼프                                                        | 이상화                                                           | 왕베이싱                                                   |
| 2006년 11월 17일-19일                                             | 베를린     | 1000m     | 아니 프리징거                                                    | 이레인 뷔스트                                                    | 크리스틴 네즈빗                                            |
| 2006년 11월 17일-19일                                             | 베를린     | 1500m(1)  | 아니 프리징거                                                    | 이레인 뷔스트                                                    | 크리스틴 네즈빗                                            |
| 2006년 11월 17일-19일                                             | 베를린     | 1500m(2)  | 레나터 흐루네볼트                                                | 이레인 뷔스트                                                    | 크리스틴 네즈빗                                            |
| 2006년 11월 17일-19일                                             | 베를린     | 단체 추월 | 네덜란드 레나터 흐루네볼트 파울린 판 되테콤 이레인 뷔스트        | 캐나다 크리스티나 그로브스 섀넌 렘펠 크리스틴 네즈빗             | 독일 클라우디아 페히슈타인 다니엘라 안쉬츠톰스 루실 오피츠 |
| 2006년 11월 25일-26일                                             | 모스크바   | 1500m     | 아니 프리징거                                                    | 크리스틴 네즈빗                                                  | 다니엘라 안쉬츠톰스                                        |
| 2006년 11월 25일-26일                                             | 모스크바   | 5000m     | 클라우디아 페히슈타인                                            | 다니엘라 안쉬츠톰스                                              | 마르티나 사블리코바                                        |
| 2006년 12월 2일-3일                                               | 하얼빈     | 100m      | 싱아이화                                                         | 예니 볼프                                                        | 이상화                                                     |
| 2006년 12월 2일-3일                                               | 하얼빈     | 500m(1)   | 이상화                                                           | 예니 볼프                                                        | 왕베이싱                                                   |
| 2006년 12월 2일-3일                                               | 하얼빈     | 500m(2)   | 예니 볼프                                                        | 이상화                                                           | 왕베이싱                                                   |
| 2006년 12월 2일-3일                                               | 하얼빈     | 1000m(1)  | 키아라 시미오나토                                                | 마리아너 티머르                                                  | 왕베이싱                                                   |
| 2006년 12월 2일-3일                                               | 하얼빈     | 1000m(2)  | 키아라 시미오나토                                                | 마리아너 티머르                                                  | 아네터 헤리천                                              |
| 2006년 12월 9일-10일                                              | 나가노     | 100m      | 유디트 헤세                                                      | 이상화                                                           | 스베틀라나 카이칸                                          |
| 2006년 12월 9일-10일                                              | 나가노     | 500m(1)   | 이상화                                                           | 예니 볼프                                                        | 마르홋 부르                                                |
| 2006년 12월 9일-10일                                              | 나가노     | 500m(2)   | 이상화                                                           | 예니 볼프                                                        | 요시이 사유리                                              |
| 2006년 12월 9일-10일                                              | 나가노     | 1000m(1)  | 섀넌 렘펠                                                        | 키아라 시미오나토                                                | 고다이라 나오                                              |
| 2006년 12월 9일-10일                                              | 나가노     | 1000m(2)  | 키아라 시미오나토                                                | 마리아너 티머르                                                  | 섀넌 렘펠                                                  |
| 2007년 1월 6일-7일 2007년 아시아 선수권 대회 창춘                 |            |           |                                                                  |                                                                  |                                                            |
| 2007년 1월 12일-14일 2007년 유럽 선수권 대회 콜랄보               |            |           |                                                                  |                                                                  |                                                            |
| 2007년 1월 20일-21일 2007년 세계 스프린트 선수권 대회 하마르      |            |           |                                                                  |                                                                  |                                                            |
| 2007년 1월 27일-28일                                              | 헤이렌베인 | 100m      | 예니 볼프                                                        | 유디트 헤세                                                      | 요시이 사유리                                              |
| 2007년 1월 27일-28일                                              | 헤이렌베인 | 500m(1)   | 예니 볼프                                                        | 스베틀라나 카이칸                                                | 아네터 헤리천                                              |
| 2007년 1월 27일-28일                                              | 헤이렌베인 | 500m(2)   | 아네터 헤리천                                                    | 키아라 시미오나토                                                | 마르홋 부르                                                |
| 2007년 1월 27일-28일                                              | 헤이렌베인 | 1000m(1)  | 신디 클래슨                                                      | 아니 프리징거                                                    | 키아라 시미오나토                                          |
| 2007년 1월 27일-28일                                              | 헤이렌베인 | 1000m(2)  | 아니 프리징거                                                    | 신디 클래슨                                                      | 마르홋 부르                                                |
| 2007년 1월 29일-2월 1일 2007년 동계 아시안 게임 창춘              |            |           |                                                                  |                                                                  |                                                            |
| 2007년 2월 3일-4일                                                | 토리노     | 1500m     | 이레인 뷔스트                                                    | 아니 프리징거                                                    | 신디 클래슨                                                |
| 2007년 2월 3일-4일                                                | 토리노     | 3000m     | 마르티나 사블리코바                                              | 이레인 뷔스트                                                    | 신디 클래슨                                                |
| 2007년 2월 3일-4일                                                | 토리노     | 단체 추월 | 러시아 갈리나 리하초바 예카테리나 아브라모바 예카테리나 로비셰바 | 캐나다 크리스티나 그로브스 브리트니 슈슬러 크리스틴 네즈빗       | 네덜란드 요린 포르하위스 모닉 클레인스만 비테커 크라머르   |
| 2007년 2월 9일-11일 2007년 세계 올라운드 선수권 대회 헤이렌베인   |            |           |                                                                  |                                                                  |                                                            |
| 2007년 2월 17일-18일                                              | 에르푸르트 | 1500m     | 아니 프리징거                                                    | 이레인 뷔스트                                                    | 크리스티나 그로브스                                        |
| 2007년 2월 17일-18일                                              | 에르푸르트 | 5000m     | 마르티나 사블리코바                                              | 클라우디아 페히슈타인                                            | 다니엘라 안쉬츠톰스                                        |
| 2007년 2월 17일-18일                                              | 에르푸르트 | 단체 추월 | 독일 클라우디아 페히슈타인 다니엘라 안쉬츠톰스 루실 오피츠       | 러시아 예카테리나 로비셰바 예카테리나 아브라모바 갈리나 리하초바 | 네덜란드 이레인 뷔스트 요린 포르하위스 비테커 크라머르     |
| 2007년 3월 2일-4일                                                | 캘거리     | 100m      | 예니 볼프                                                        | 오스가 사유리                                                    | 이상화                                                     |
| 2007년 3월 2일-4일                                                | 캘거리     | 500m(1)   | 왕베이싱                                                         | 예니 볼프                                                        | 오스가 사유리                                              |
| 2007년 3월 2일-4일                                                | 캘거리     | 500m(2)   | 왕베이싱                                                         | 오스가 사유리                                                    | 예니 볼프                                                  |
| 2007년 3월 2일-4일                                                | 캘거리     | 1000m     | 이레인 뷔스트                                                    | 크리스틴 네즈빗                                                  | 크리스티나 그로브스                                        |
| 2007년 3월 2일-4일                                                | 캘거리     | 1500m     | 이레인 뷔스트                                                    | 크리스티나 그로브스                                              | 신디 클래슨                                                |
| 2007년 3월 2일-4일                                                | 캘거리     | 3000m     | 마르티나 사블리코바                                              | 다니엘라 안쉬츠톰스                                              | 크리스티나 그로브스                                        |
| 2007년 3월 8일-11일 2007년 세계 종목별 선수권 대회 솔트레이크시티 |            |           |                                                                  |                                                                  |                                                            |

### 월드컵 랭킹
| 순위 | 선수              | 포인트 |
| ---- | ----------------- | ------ |
| 1    | 예니 볼프         | 390    |
| 2    | 유디트 헤세       | 310    |
| 3    | 이상화            | 255    |
| 4    | 오스가 사유리     | 220    |
| 5    | 스베틀라나 카이칸 | 205    |
| 6    | 아네터 헤리천     | 132    |
| 6    | 키아라 시미오나토 | 132    |
| 8    | 요시이 사유리     | 129    |
| 9    | 싱아이화          | 100    |
| 10   | 파울리나 발린     | 90     |

| 순위 | 선수              | 포인트 |
| ---- | ----------------- | ------ |
| 1    | 예니 볼프         | 1017   |
| 2    | 이상화            | 835    |
| 3    | 왕베이싱          | 750    |
| 4    | 오스가 사유리     | 597    |
| 5    | 아네터 헤리천     | 467    |
| 6    | 키아라 시미오나토 | 434    |
| 7    | 싱아이화          | 421    |
| 8    | 마르홋 부르       | 405    |
| 9    | 스베틀라나 카이칸 | 370    |
| 10   | 런후이            | 341    |

| 순위 | 선수                | 포인트 |
| ---- | ------------------- | ------ |
| 1    | 키아라 시미오나토   | 672    |
| 2    | 섀넌 렘펠           | 529    |
| 3    | 아니 프리징거       | 480    |
| 4    | 마리아너 티머르     | 424    |
| 5    | 아네터 헤리천       | 401    |
| 6    | 이레인 뷔스트       | 370    |
| 7    | 크리스틴 네즈빗     | 350    |
| 8    | 요시이 사유리       | 272    |
| 9    | 크리스티나 그로브스 | 265    |
| 10   | 고다이라 나오       | 264    |

| 순위 | 선수                | 포인트 |
| ---- | ------------------- | ------ |
| 1    | 이레인 뷔스트       | 480    |
| 2    | 아니 프리징거       | 480    |
| 3    | 크리스티나 그로브스 | 370    |
| 4    | 크리스틴 네즈빗     | 316    |
| 5    | 다니엘라 안쉬츠톰스 | 266    |
| 6    | 파울린 판 되테콤    | 217    |
| 7    | 마르티나 사블리코바 | 208    |
| 8    | 신디 클래슨         | 175    |
| 9    | 왕페이              | 166    |
| 10   | 카타지나 부이치츠카 | 162    |

| 순위 | 팀                    | 포인트 |
| ---- | --------------------- | ------ |
| 1    | 마르티나 사블리코바   | 540    |
| 2    | 다니엘라 안쉬츠톰스   | 426    |
| 3    | 클라우디아 페히슈타인 | 402    |
| 4    | 레나터 흐루네볼트     | 355    |
| 5    | 크리스티나 그로브스   | 320    |
| 6    | 이레인 뷔스트         | 230    |
| 7    | 마리아 피스           | 223    |
| 8    | 캐서린 레이니         | 182    |
| 9    | 파울린 판 되테콤      | 180    |
| 10   | 마렌 헤우글리         | 147    |

| 순위 | 팀             | 포인트 |
| ---- | -------------- | ------ |
| 1    | 네덜란드       | 240    |
| 2    | 러시아         | 230    |
| 3    | 독일           | 220    |
| 4    | 캐나다         | 210    |
| 5    | 일본           | 180    |
| 6    | 폴란드         | 126    |
| 7    | 루마니아       | 80     |
| 8    | 중화인민공화국 | 45     |